# Mauser BK-27
Il cannone automatico BK-27 (in tedesco acronimo di "Bordkanone" o cannone imbarcato) è un sistema CIWS antiaereo-antimissile di produzione tedesca realizzato dalla Mauser, industria del gruppo Rheinmetall.
Il cannone ha un'eccellente balistica (1025 m/s) e 1.000-1.700 colpi/min; è potente quanto il più complesso Myriad da 25mm, ma molto più leggero ed economico.
Il cannone costituisce l'armamento di alcuni caccia e aerei da attacco quali il Panavia Tornado, l'Alpha Jet, il Saab JAS 39 Gripen e l'Eurofighter Typhoon.
L'industria tedesca ne ha sviluppato una versione navale denominata MN 27 GS e MLG 27 completamente automatizzata, equipaggiamento di molte unità della Deutsche Marine come le fregate della classe Baden-Württemberg, sostituendo il sistema Rheinmetall MK 20 Rh202.
In Italia è prodotto dalla OTO Melara per i Tornado e gli Eurofighter Typhoon dell'Aeronautica Militare.